# Boeing XP-7
Boeing XP-7 (Boeing Model 93) – amerykański doświadczalny samolot myśliwski myśliwski z lat 20., wersja rozwojowa myśliwca Boeing PW-9D.  Zbudowano tylko jeden prototyp.

## Historia
XP-7 powstał w wyniku modyfikacji ostatniego samolotu z serii Boeing PW-9D (number fabryczny 1026, numer seryjny USAAC 28-41), standardowy silnik Curtiss D-12 (435 KM) został wymieniony na chłodzony cieczą silnik rzędowy typu Curtiss V-1570 o mocy 600 KM.  Zamówio 3 maja 1938, samolot został dostarczony przekazany USAAC 4 września.  Zmodyfikowany w taki sposób samolot miał krótszy nos, większą chłodnicę.  Od PW-9D różnił się także całkowicie duraluminiową konstrukcją ogona, innym rodzajem płozy ogonowej i innym systemem sterowania lotkami.  Nowy samolot był lżejszy od wersji produkcyjnej ponad 30 kilogramów.
Samolot (oznaczenie producenta Boeing Model 93) został oblatany w listopadzie 1928 (we wrześniu według innego źródła).  Testy wykazały, że nowy silnik sprawdzał się w roli jednostki napędowej samolotu myśliwskiego, a samolot był nieco szybszy od jego poprzednika.  USAAC początkowo zamówił cztery P-7 do testów użytkowych, ale przed jego realizacją został on anulowany jako, że seria PW-9 zbliżała się już do końca jej użytecznego życia, a w zakładach Boeinga już pracowano nad jej następcą.  Dostarczony Armii XP-7 został już tam przebudowany z powrotem do standardowej wersji PW-9D.  Z wyjątkiem eksperymentalnego XP-9 (XP-8 został ukończony i dostarczony USAAC przez XP-7), był to ostatni myśliwiec Boeinga z silnikiem chłodzonym cieczą.